# كزالزوينيو
كازالزوينو (بالإيطالية: Casalzuigno)‏ هي كومونا (بلدية) في مقاطعة فريزة في منطقة لومبارديا الإيطالية، وتقع على بعد حوالي 60 كيلومتر (37 ميل) شمال غرب ميلانو وحوالي 14 كيلومتر (9 ميل) شمال غرب فريزة.

## نبذة
تشمل كازالزوينو (فيلا ديلا بورتا بوزولو)، وهي فيلا تعود إلى القرن السادس عشر تنتمي إلى الصندوق البيئي الايطالي، والتي تبرع بها ورثة السناتور الإيطالي وعالم الأمراض كاميلو بوزولو.
وفي اركوميجيا، وهي منطقة تابعة لبلدية كازالزوينو، وضعوا على الجدران الخارجية للمنازل بعض اللوحات التي صنعت من الجص من قبل فنانين ايطاليين من القرن العشرين

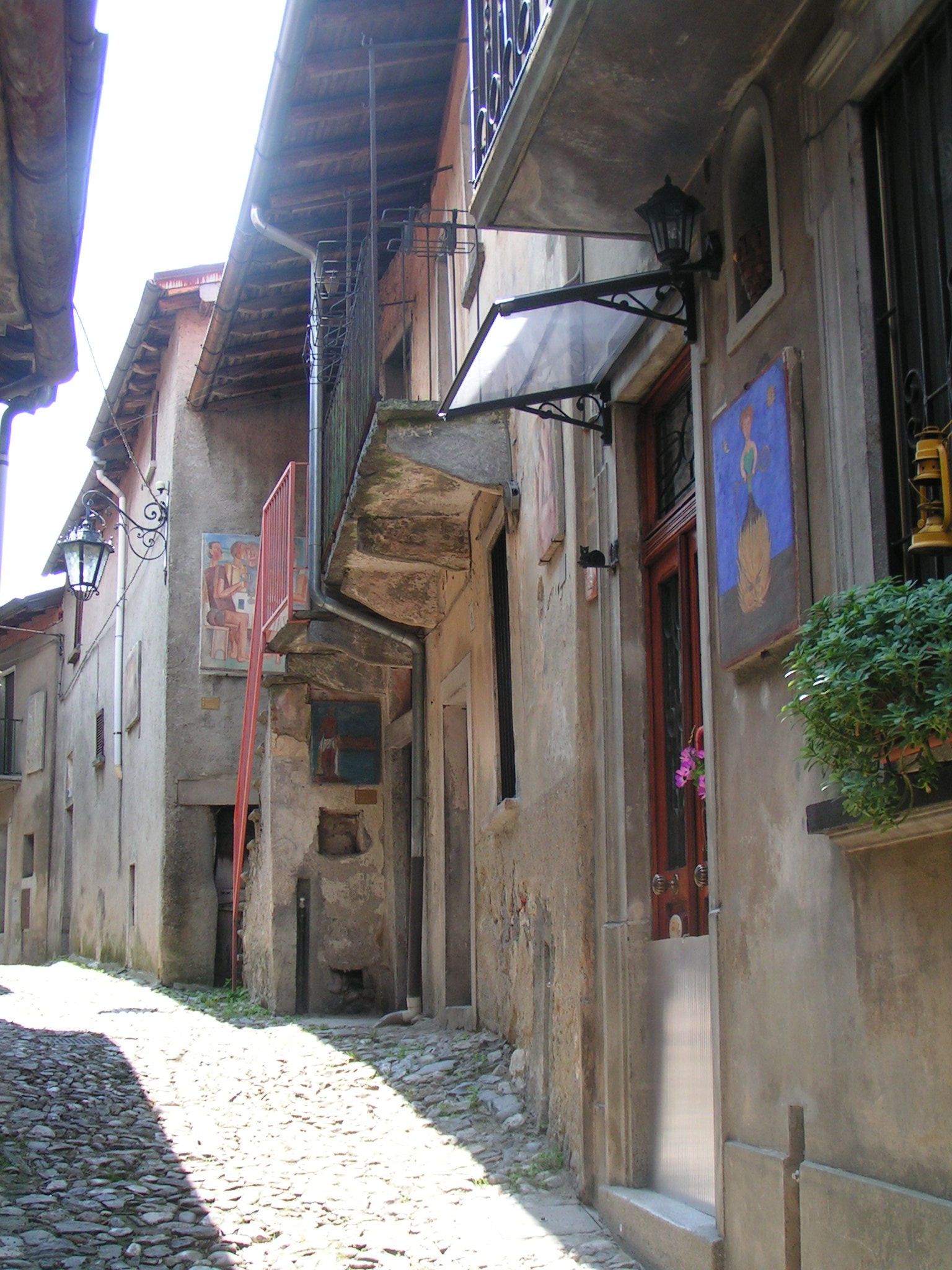
شارع من أركوميغيا، قال "شارع الطلاب" لأنه معروض لأعمال طلاب أكاديميات الفنون الجميلة.

تقع كاسالزوينو على حدود البلديات التالية: ازيو وبرينتا وقلعة فيكانا وكوفيجيلو وكيفيو ودونو وبورتو فالترافاليا.